# Hockey Club Valdagno 2022-2023
Questa voce raccoglie le informazioni riguardanti l'Hockey Club Valdagno nelle competizioni ufficiali della stagione 2022-2023.

## Maglie e sponsor
Lo sponsor ufficiale per la stagione 2022-2023 è la Why Sport.
| 1ª divisa | 2ª divisa |

## Organico

### Giocatori
| N° | Naz.                 | Ruolo | Sportivo          |  |  |  |
| -- | -------------------- | ----- | ----------------- |  |  |  |
| 1  | Italia (bandiera)    | P     | Marco Todeschini  |  |  |  |
| 2  | Italia (bandiera)    | D     | Davide Motaran    |  |  |  |
| 4  | Italia (bandiera)    | A     | Davide Nadini     |  |  |  |
| 6  | Italia (bandiera)    | D     | Nicolò Crocco     |  |  |  |
| 8  | Italia (bandiera)    | A     | Davide Piroli     |  |  |  |
| 9  | Argentina (bandiera) | A     | Giuliano Giuliani |  |  |  |
| 10 | Italia (bandiera)    | P     | Bruno Sgaria      |  |  |  |
| 17 | Spagna (bandiera)    | A     | Xavier Rubio      |  |  |  |
| 29 | Italia (bandiera)    | D     | Mattia Cocco      |  |  |  |
| 55 | Argentina (bandiera) | A     | Nicolas Ojeda     |  |  |  |
| 84 | Argentina (bandiera) | A     | Emanuel Garcia    |  |  |  |

### Staff tecnico
- Allenatore:  Diego Mir (1ª-12ª);  Luca Chiarello (13ª-26ª)

## Mercato
| Acquisti | Acquisti          | Acquisti        | Acquisti |
| R.       | Nome              | da              |          |
| -------- | ----------------- | --------------- | -------- |
| A        | Emanuel Garcia    | Trissino        |          |
| A        | Giuliano Giuliani | Concepción      |          |
| A        | Nicolas Ojeda     | Vercelli        |          |
| A        | Davide Nadini     | HRC Monza       |          |
| A        | Xavier Rubio      | Forte dei Marmi |          |
| P        | Marco Todeschini  | Montecchio P.   |          |

| Cessioni | Cessioni                | Cessioni        | Cessioni |
| R.       | Nome                    | a               |          |
| -------- | ----------------------- | --------------- | -------- |
| A        | Fabrizio Ciocale Martin | Deportivo Liceo |          |
| A        | Gaston De Oro           | Grosseto        |          |
| P        | Filippo Fongaro         | HRC Monza       |          |
| A        | Marc Gonzalez           | Caldes          |          |
| A        | Manuel Mir              | Montecchio P.   |          |